# Różnice psychologiczne między płciami
Zróżnicowanie międzypłciowe człowieka na płaszczyźnie psychologicznej nie jest tak wyraźne, jak dymorfizm płciowy. Spośród przeprowadzonych badań kilkanaście wykazało istotne różnice, np. wyższość kobiet w umiejętnościach werbalnych wymagających pewnej organizacji przestrzennej jak ortografia i czytanie, jednocześnie słabsze ich wyniki w wyspecjalizowanych zadaniach przestrzennych, np. wizualizacji obiektów w przestrzeni trójwymiarowej. Stwierdzono też, że mężczyźni są bardziej asertywni, mają niższy poziom neurotyczności, chętniej dominują i są mniej ugodowi. Jednak po przeanalizowaniu dostępnych wyników badań Harry Rais i Bobby Carothers odkryli, że różnice te są nieznaczące, zarówno tak stereotypowe cechy jak empatia lub kryteria w doborze partnera mają podobne nasilenie i zróżnicowanie u obydwu płci (zob. też Simon Baron-Cohen – wyniki ilościowych badań ilorazu empatii i ilorazu systematyzacji kobiet i mężczyzn).
Nie został potwierdzony stereotyp o tym, że kobiety używają średnio większej liczby słów podczas codziennych rozmów. Przeprowadzone metaanalizy i badania wykazały, że różnice w ilości używanych słów są statystycznie nieistotne, a różnice w sposobie porozumiewania się nie istnieją.
Kobiety częściej są w depresji, co ma związek z ich rolą psychospołeczną, narażeniem na stres i przemoc ze strony mężczyzn, niższym statusem społecznym i dyskryminacją i częściej podejmują próby samobójcze, jednak liczba samobójstw mężczyzn jest kilkukrotnie większa niż liczba samobójstw kobiet.
Przedstawiciele obydwu płci mogą przeżywać wielokrotne orgazmy i przechodzą podobne fazy podczas stosunku i podniecenia seksualnego.
Silne przekonanie o biegunowości płci wiąże się z tym, że w dziejach kultury Zachodu dominowały trzy przekonania dotyczące różnic płci:
1. Między kobietami i mężczyznami występują znaczące różnice psychologiczne i seksualne.
2. Mężczyźni są lepszą i dominującą płcią.
3. Różnice płci i wyższość mężczyzn mają „naturalny” charakter.

O ile w czasach przed gwałtownym rozwojem nauki pojęcie „naturalności” miało charakter religijny, o tyle współcześnie naukowcy są zgodni, że podłoże „naturalności” jest biologiczne i ewolucyjne. Z tego względu próbowano tłumaczyć występowanie psychologicznych różnic międzypłciowych psychologią ewolucyjną, zupełnie jednak pomijając znaczenie kultury.
Stereotyp o lepszym przystosowaniu się kobiet do zajęć werbalnych i lepszych osiągnięciach mężczyzn w dziedzinach matematycznych przedkłada się prawdopodobnie na rzeczywiste różnice w tej materii.

## Inteligencja i zdolności poznawcze
Według większości badań brak jest znaczących różnic w zdolnościach poznawczych pomiędzy kobietami a mężczyznami . Istnieją badania wykazujące niewielkie różnice pomiędzy płciami w zakresie inteligencji ogólnej na korzyść mężczyzn. Istnieją również badania wykazujące przewagę kobiet w zdolnościach poznawczych . Niektórzy badacze uznają istnienie różnic i koncentrują się na ich analizie (Richard Lynn, Paul Irving), inni nie uznają różnic za istotne i wskazują na podobieństwa (Janet S. Hyde) . 
Według teorii Lynna nie ma generalnych różnic między płciami w obszarze inteligencji u dzieci do około 16. roku życia, a w niektórych badaniach dziewczynki nieznacznie tylko przewyższają chłopców, gdyż dorastają szybciej. Natomiast po 16. roku życia przewagę stopniowo zyskują chłopcy, potem mężczyźni, osiągając średnio lepsze wyniki w testach na inteligencję o 3-5 punktów IQ i w testach niektórych funkcji poznawczych, co Lynn tłumaczy różnicą w relatywnych rozmiarach mózgu u obu płci. Zdaniem krytyków Lynna badania, które stwierdzają różnice w inteligencji między płciami nie są oparte na reprezentatywnych próbach, istnieją również inne badania, które nie wykazują żadnych różnic między płciami w zakresie inteligencji zarówno w wieku dojrzewania jak i w wieku dorosłym, lub wykazują przewagę kobiet .
Badanie współpracownika Lynna Paula Irwinga z 2012 roku na 2450 Amerykanach wykazało średnią przewagę mężczyzn o 3 punkty w inteligencji ogólnej, w tym w wiedzy ogólnej o około 6 punktów, zdolnościach arytmetycznych o blisko 6 punktów, w odnajdywaniu symboli o około 5 punktów, natomiast w szybkości przetwarzania informacji kobiety osiągnęły przewagę będącą ekwiwalentem od 11 do 20 punktów IQ. W analizie z Turcji porównano badania IQ na grupie 218 nastolatków z 1977 i 258 z 2010 – w pierwszym nie wykazano znaczących różnic w inteligencji między płciami, natomiast w nowszym dziewczęta osiągnęły średnio o 6 punktów IQ więcej. W badaniu z 2006 roku (testowano 103 tys. 17- i 18-latków) kobiety osiągały 3,63 punktów IQ mniej, a z 2002 roku – 3,6 punktów IQ mniej, jednak autorzy uściślają, że nie wykazali różnic w ogólnej inteligencji i przewaga średniego IQ wynika ze specyfiki badanych grup i metodyki samego badania.
W 2012 roku Flynn zaproponował hipotezę wyjaśniającą średnią przewagę mężczyzn w testach IQ oraz wyjaśniającą brak tej przewagi u dzieci do około 15. roku życia, podważającą hipotezę o wyższości mężczyzn Lynna. Według niego na etapie, gdy nastolatki przechodzą na wyższy poziom edukacji w wieku około 15. roku życia, z powodu specyficznych warunków socjokulturowych na uniwersytety dostaje się więcej kobiet o średnim niższym IQ niż IQ mężczyzn, a ponieważ badania wyników testów IQ obejmują praktycznie tylko pomiary wykonywane w szkołach i uczelniach na różnych stopniach edukacji, dają one zafałszowane wyniki w stosunku do rzeczywistego stanu populacji. Estymacja dostępnych danych (6230 wypełnionych testów IQ, Nowa Zelandia, Australia, Estonia, obszary zamieszkane przez białych w RPA i obszary miejskie Argentyny) pozwoliła Flynnowi określić, że rzeczywiste średnie IQ populacji kobiet jest wyższe o 0,5–1 punkt niż średnie IQ populacji mężczyzn.
Według Flynna w krajach rozwiniętych różnice w średnich wartościach inteligencji kobiet i mężczyzn zacierają się. W jednym z badań obejmujących okres od 1981 do 2010 roku zauważono, że w pierwszej dekadzie tego okresu kobiety prawie dogoniły mężczyzn w średnich osiągnięciach matematycznych i przez kolejne dwadzieścia lat mężczyźni mieli tylko niewielką, stabilną przewagę.
Niektóre badania wykazują też większe zróżnicowanie wyników testów u mężczyzn niż u kobiet.
Część współczesnych badaczy doszła do wniosku, że za dysproporcje w osiągnięciach kobiet i mężczyzn na polu nauki, a być może także za średnie niższe wyniki kobiet w pomiarze IQ w krajach rozwijających się, odpowiedzialne jest właśnie zjawisko Matyldy i błędne przeświadczenie o występowaniu znaczących różnic psychologicznych między osobnikami odmiennych płci człowieka, wynikające z religii. Współczesna psychologia nie potwierdziła jednak występowania znaczących różnic między płciami, także w zakresie seksualności. Jednak niekorzystna stereotypizacja sprzyja podświadomemu preferowaniu przez kobiety dziedzin niematematycznych, zgodnie ze zjawiskiem samospełniających się oczekiwań, co może mieć wpływ na różnice w osiągnięciach mężczyzn i kobiet w naukach ścisłych.
W 2012 James Robert Flynn z Uniwersytetu Otago w Nowej Zelandii zaproponował alternatywne wyjaśnienie rozbieżności w średnich wynikach IQ kobiet i mężczyzn, tłumaczące także brak różnic między średnimi wskaźnikami inteligencji u dzieci do około 14. roku życia. Flynn przeanalizował dane, jakie Lynn i Irwin wykorzystali do swojej metaanalizy w 2005, i wyodrębnił z nich te wysokiej jakości, miarodajne i bieżące, obejmujące wyniki specyficznego testu IQ i tylko w krajach rozwiniętych, gdzie dyskryminacja kobiet w edukacji jest mniejsza. Dane objęte analizą zawierały 6230 pomiarów IQ z czterech różnych narodowości (Kanadyjczycy, Hiszpanie, Amerykanie, Afrykanie), ludzi w wieku studenckim z dziewięciu uniwersytetów, mających 17-22 lata. Dzięki takiemu zawężeniu próby Flynn wyeliminował możliwe zakłamania wyników, które wynikałyby z efektu nazwanego jego nazwiskiem, ponadto umożliwiło mu to zweryfikowanie jego hipotezy. Według otrzymanych wyników, średnie IQ młodych studentów jest wyższe o 2,73 punkty niż studentek, natomiast odchylenie standardowe próby kobiet stanowi 106% odchylenia standardowego próby mężczyzn.
Na podstawie innych dostępnych danych Flynn ustalił, że próg IQ, który warunkuje przyjęcie na studia, jest nieco niższy dla kobiet, dlatego pomiary IQ studentów dają średnie wyniki wyższe dla mężczyzn, natomiast wyższe odchylenie standardowe dla kobiet. Standaryzowane testy na inteligencję wykonuje się praktycznie tylko w szkołach, na różnych poziomach edukacji, dlatego średnie wyniki pomiarów IQ w grupach do około 15. roku życia, gdy w krajach rozwiniętych prawie cała populacja uczęszcza do szkół, daje prawie identyczne wyniki dla dziewczyn i chłopców. W późniejszym wieku część chłopców i dziewczyn nie dostaje się na studia, np. gdy kobiety mają większe trudności ze znalezieniem pracy, więcej dziewczyn o podobnym poziomie intelektualnym co chłopcy dostaje się na studia, podczas gdy oni idą do pracy. Działają tutaj także inne czynniki, które w efekcie skutkują tym, że na studiach jest bardziej elitarna grupa chłopców, natomiast mniej elitarna grupa dziewczyn, a ponieważ testy na inteligencję wykonuje się właściwie tylko w szkołach, regularne metaanalizy dają zafałszowane wyniki. Potwierdzają to niektóre wcześniejsze obserwacje.
Flynn przeanalizował dostępne dane z Argentyny, Australii, Nowej Zelandii, RPA oraz Estonii i dokonał estymacji na populację ogólną, co pozwoliło mu określić, że u rozwiniętych narodowości, gdzie kobiety nie są dyskryminowane na polu nauki, osiągają nieznacznie większe od mężczyzn wyniki w średnim IQ o 0,5-1 punkt. W próbie z Izraela mężczyźni mieli przewagę, co Flynn tłumaczy faktem dużej ortodoksyjności tamtejszych Żydówek i dyskryminowaniu kobiet przez judaizm.

## Przemoc i przestępczość
Dysproporcje między agresją u kobiet i mężczyzn objawiającą się brutalną przemocą mają podłoże socjo-kulturowe, chłopcy doświadczający przemocy za młodu częściej dokonują aktów brutalnej agresji w wieku dorosłym, co nie jest już tak wyraźne u kobiet. Podobnie jak w przypadku morderstw, także jeżeli chodzi o akty brutalnej przemocy, kobiety częściej dokonują ich pod wpływem zaburzeń i chorób psychicznych.
Badania pokazują, że kobiety są rzadziej notowane jako popełniające przestępstwa kryminalne niż mężczyźni. Według statystyk udostępnionych przez United Nations Office on Drugs and Crime w 2012 roku za około 75% odnotowanych morderstw na świecie odpowiadali mężczyźni i różnica ta jest widoczna w wielu badaniach i statystykach. W dodatku według badań kobiety częściej popełniają morderstwa w odpowiedzi na przemoc mężczyzn oraz w wyniku zaburzeń umysłowych. Np. w Wielkiej Brytanii około ⅓ zamordowanych przez kobiety mężczyzn była ich małżonkami lub kochankami. Także w przeszłości kobiety popełniały mniej morderstw, np. w XIII wiecznej Anglii. Według badań kobiety częściej padają ofiarą morderstwa, np. w Wielkiej Brytanii na przełomie lat '80 i '90 ¾ ofiar było płci żeńskiej. Chociaż mężczyźni dokonują większej liczby morderstw, kobiety częściej targają się na własne życie, co pokazuje analiza danych z USA z lat 1960–2000.
Przeprowadzone badania wykazują, że mężczyźni są brutalniejsi. Choć liczba ofiar agresji mężczyzn jest większa niż liczba ofiar agresji kobiet, badanie wykonane na grupie prawie 500 studentów wykazało, że kobiety dopuszczające się agresji robią to z taką samą siłą, jak mężczyźni, częściej niż oni dopuszczają się agresji psychologicznej, mężczyźni zaś częściej dopuszczają się agresji o podłożu seksualnym. W badaniu z 1994 roku wykazano, że młode kobiety używają częściej niebezpośrednich form agresji niż mężczyźni, którzy częściej wykorzystują agresję fizyczną. Bezpośrednią agresję słowną obie płcie wykorzystują w tym samym stopniu. Dorosłe kobiety z kolei częściej manipulują.
Zgodnie z metaanalizą 82 badań przeprowadzonych do 2000 roku (przebadano łącznie 65 tys. heteroseksualistów) w USA i Wielkiej Brytanii, nie wykazano znaczących różnic między liczbą aktów agresji ze strony kobiet i mężczyzn w stosunku do partnerów, natomiast mężczyźni nieznacznie częściej okaleczali swoje partnerki fizycznie, ogólnie 62% zanotowanych ran było wynikiem agresji mężczyzn w stosunku do partnerek. Potwierdziło to badanie z 2005 roku.
Mężczyźni częściej dokonują gwałtów, co jest tak oczywiste, że przeprowadzono tylko kilka badań naukowych które miały to wykazać. Kobiety także częściej padają ofiarą gwałtu, np. w USA 14–25% kobiet zostało zgwałconych przynajmniej raz, natomiast odsetek gwałtów na mężczyznach wynosi w USA około 13% wszystkich zanotowanych gwałtów. Mężczyźni gwałcą także mężczyzn, badacze zaznaczają, że liczba zgwałconych mężczyzn może być zaniżona z powodu stygmatyzacji tego tematu. Mężczyźni częściej zmuszają kobiety do pocałunków, a według ankiety przeprowadzonej w USA na grupie około dwustu studentów płci męskiej, 40% przyznało się do rozpinania przemocą jakiejś części damskiej garderoby, a 13% przyznało się do wymuszenia siłą stosunku seksualnego. Kobiety częściej ulegają mężczyznom, którzy namawiają i wymuszają stosunek seksualny, w jednej z ankiet przyznało się do tego 44% kobiet.
W Stanach Zjednoczonych mężczyźni popełniają średnio osiem razy więcej zbrodni z zastosowaniem brutalnej przemocy: około dziewięć razy więcej morderstw niż kobiety, siedemdziesiąt osiem (78) razy więcej brutalnych zgwałceń, dziesięć razy więcej napadów rabunkowych z użyciem broni, ponad sześciokrotnie razy więcej ciężkich pobić. Popełniają także trzynaście i pół razy więcej oszustw od kobiet, trzynastokrotnie częściej są aresztowani za posiadanie broni bez zezwolenia, dokonują ponad dziesięć razy więcej włamań i dziewięć razy więcej kradzieży samochodów, osiem i pół razy częściej są aresztowani za pijaństwo, dziewięć razy częściej za włóczęgostwo, osiem razy częściej dopuszczają się wandalizmu, siedem i pół raza częściej paserstwa, siedem razy częściej dokonują podpaleń, sześć i pół raza częściej są aresztowani za wykroczenia w grach hazardowych i prowadzenie samochodu pod wpływem alkoholu, pomijając prostytucję i zgwałcenia są też pięć i pół razy częściej odpowiedzialni za inne przestępstwa seksualne, pięć razy częściej są notowani w sprawach dotyczących narkotyków, cztery i pół raza częściej dopuszczają się aktów znęcania nad dziećmi i rodziną, dwa razy częściej kradną, dwa razy częściej fałszują i podrabiają, półtora raza częściej dopuszczają się defraudacji

## Odporność na ból
Kobiety ze względu na większą liczbę receptorów nerwowych odczuwają mocniej ból od mężczyzn. Poprzez swoiste cechy charakteru wytworzyły równocześnie skuteczne sposoby znoszenia bólu w sytuacjach związanych z ich biologiczną funkcją, np. menstruacja, poród.

## Używanie słów
W 1992 roku John Gray stwierdził w swojej książce Mężczyźni są z Marsa a kobiety z Wenus, że kobiety używają przeciętnie 20 tysięcy słów dziennie a mężczyźni zaledwie 7 tysięcy. Nie poparł jednak tej informacji żadnymi dowodami i została ona usunięta z późniejszych wydań książki, gdyż jest sprzeczna ze współczesną wiedzą. Przeprowadzone badania pokazują, że mężczyźni używają przeciętnie tyle samo lub nieco więcej słów niż kobiety.